# Dポイントクラブ

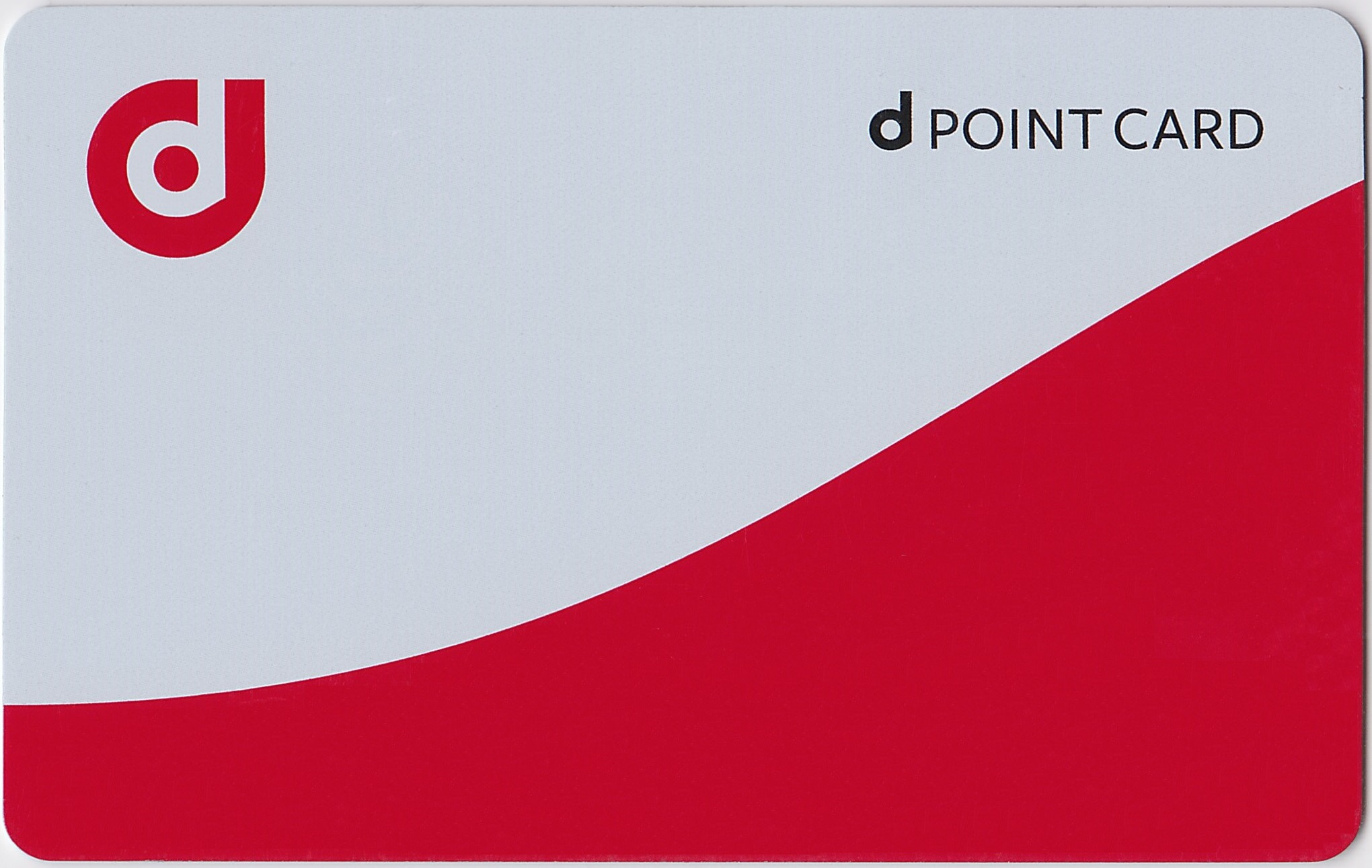
dポイントカード

dポイントクラブ（ディーポイントクラブ、d Point Club）は、NTTドコモが提供している入会金・年会費無料のポイントプログラム。法人向けの同様のサービスでドコモビジネスプレミアクラブがある。以前の名称はドコモプレミアクラブ（docomo Premier Club）だった。

## 概要
1998年11月にスタートした「Club DoCoMo」（クラブドコモ）が前身。当初は入会条件は無く、ポイントサービスもClub DoCoMo会員のみであった。会員証提示により提携店舗で割引等のサービスが受けられた。2001年4月より同社の携帯電話の契約者全てを対象とした「ドコモポイントサービス」の開始にあたり、「1回線当たり直近2ヶ月の利用額が月額8,000円以上」もしくは「一括請求もしくはファミリー割引を利用していて、5回線以上契約している」という入会条件ができた。差別化のため、ドコモポイントサービスでは「500ポイントで1,000円割引」だったのに対し、Club DoCoMoでは「500ポイントで2,000円割引」とした（ポイント付与条件はどちらも利用額100円毎に1ポイント）。2004年4月1日より入会条件を撤廃の上、ドコモプレミアクラブとしてリニューアル。Club DoCoMo会員は原則としてドコモプレミアクラブ会員へと移行させた。ドコモのPC上のユーザーサイトである、My docomoサイトから入会の申込や、ポイントの確認ができる。
FOMA、Xi、ワイドスター、パケット通信の個人利用者が対象で、ポイント優遇や入会者限定サービスの提供を行っている。入会金・年会費は無料で、入会条件はない。入会は任意であるが、特に申し出がない限り、新規契約と同時に入会となっている場合が大半である。法人向けサービスに「ビジネスプレミアクラブ」というものもある。
2015年12月1日に、ドコモポイントからdポイントへの改称に伴い、本サービスもdポイントクラブへ名称が変更。インコ（オウムという説もある）の兄弟キャラクター「ポインコ兄弟」（声はロッチの2人）のみ、もしくは中条あやみ、もしくはドコモの事を取材している記者役としてCM出演している人の内の誰かと共に出演する、dポイント・dカードのテレビCMシリーズも始まった。
2016年6月10日に、本サービスで使用されるポイントカードがおサイフケータイに対応し、対応機器を設置した加盟店においては、スマートフォン等をかざすことでポイントの取得や利用が可能となった。おサイフケータイでポイントを取得した際には、「ピポ」というポイント取得音が鳴動する。
2019年7月29日から、訪日外国人や海外在住者にも登録対象を拡大した（後述の通り、既に一部の提携海外ポイント事業者との間では、ポイント相互交換を行っていた）。
2012年10月31日、登録者を対象に「全国世論調査　衆議院選挙」のアンケート調査を行った。

## dポイント
旧称ドコモポイント。1ポイント1円（消費税込）で換算し、100ポイント（108円）単位で携帯電話機や付属品の購入等に充当できる。会員は、各種商品（トラベルコース、エンターテイメントコース、グルメコース、リビンググッズコース、ドコモオリジナルコース）との交換もできる。
会員は前年の利用実績に応じてステージポイント (SP) が付与され、年間累計SPで4月から翌年3月までのステージが決められ、利用額100円毎の付与率が決まる。2008年4月より、継続利用期間もステージ決定条件に加わった。2011年4月付与分からは、未入会及びプレミアステージ+αを除くすべてのステージのポイント数が変更になった。
2015年12月1日より、dポイントへと改称し、ドコモ以外の加盟店でも使える共通ポイントサービスへ衣替えした。dポイントクラブのステージは以下の通り。
| ステージ | ドコモ回線継続利用期間 | dポイント獲得数（6か月間累計）        |
| -------- | ---------------------- | ------------------------------------- |
| プラチナ | 15年以上               | 10,000dポイント以上                   |
| 4th      | 10年以上15年未満       | 3,000dポイント以上10,000dポイント未満 |
| 3rd      | 8年以上10年未満        | 1,800dポイント以上3,000dポイント未満  |
| 2nd      | 4年以上8年未満         | 600dポイント以上1,800dポイント未満    |
| 1st      | 4年未満                | 600dポイント未満                      |

付与対象は基本料金・付加サービス利用料金・無料通話超過分で、消費税・iモード情報料・各種手数料・支払延滞利息等は含まない。
dポイントクラブサイトでアンケート（モバイルリサーチ・アンケート）に回答するとポイントが付与される。ポイントはアンケート毎に異なる。
- 調査サンプル対象となる会員をプレミアパネルと呼び、男女・年齢・地域などの切り口でセグメント化され、目的に合った調査が行える。
- dポイントクラブ利用規約第5条によると、「調査・分析の実施およびその結果に基づくご案内またはご提案」と表記があり、調査結果に基づいた最適な販売促進プロモーションが可能。

各種クレジットカードやインターネットサイト等の提携企業で得たポイントを、dポイントに交換できる。交換率は提携企業により異なる。
NTTドコモや提携企業の各種キャンペーンの参加等でポイントが付与される。提携企業では割引利用できる。
新規契約年の12月までに各ステージ条件（1,000SP、1,500SP、2,500SP）に到達する毎に1,000ポイント付与される。
加盟店
（2025年4月16日時点）
- ローソン - 00:00～15:59は税抜200円で1ポイント、16:00～23:59は税抜200円で2ポイント付与。(時間帯によって進呈率が異なる)
- 髙島屋
- BLUE SKY
- タワーレコード
- 丸善・ ジュンク堂書店・函館栄好堂・戸田書店（ただし、戸田書店では丸善ジュンク堂書店運営の三川店・山形店・高崎店・桐生店・熊谷店・長岡店・藤枝東店のみ利用可能。）
- 伊達の牛たん本舗
- 酒のやまや
- イオンシネマ
- AOKI
- アニメイト
- マツキヨココカラ&カンパニー
- クスリのアオキ - 岩手県・宮城県・山形県以外の店舗は全商品及び岩手県・宮城県・山形県は調剤のみ税抜100円で1ポイント、岩手県・宮城県・山形県の店舗は調剤以外税抜200円で1ポイント付与(地域によって進呈率が異なる)
- VHリテールサービス（メガネスーパー／メガネハウス／シミズメガネ／メガネのオオツカ／メガネのタカハシ／EYESSTYLE）
- ノジマ - ノジマモバイル会員のみ利用可能。
- 上新電機 - ジョーシンカード会員のみ利用可能。dポイント付与分のジョーシンポイントが減算される。
- サンマルクホールディングス（サンマルクカフェ／バケット／BISTRO309／鎌倉パスタ／石焼炒飯店／台湾小籠包／神戸元町ドリア／倉式珈琲店の各ブランド）
- かっぱ寿司
- オークワ
- 紅屋商事 - 現金・BENICA・商品券での支払いは税抜200円で1ポイント、クレジットカード・電子マネーでの支払いは税抜300円で1ポイント付与(支払い方法によって進呈率が異なる)
- ハンズ (小売業)
- ライフコーポレーション
- 中日本高速道路 - 管内のサービスエリア・パーキングエリア。
- フジ・コーポレーション
- チムニー (居酒屋)
- エディオン
- サッカーショップ加茂
- つるやゴルフ
- ドトールコーヒーショップ・エクセルシオールカフェ
- ゼンショーホールディングス（すき家／はま寿司／ココス／ビッグボーイ／ジョリーパスタ／熟成焼肉いちばん／焼肉倶楽部いちばん／牛庵／宝島／華屋与兵衛／久兵衛屋の各ブランド）₋ただし「ココス」はファイブスターが運営する店舗(富山県・石川県・福井県・岐阜県・滋賀県・奈良県・京都府の全店舗)は利用不可。ポイントの付与は即時反映ではなく、後日反映となる。
- ユーシーシーフードサービスシステムズ
- ミスタードーナツ
- ファミリーマート（ただし、店頭でのカード配布は行っていない）
- モスバーガー
- すかいらーく（ガスト・バーミヤン・ジョナサン・しゃぶ葉・夢庵・ステーキガスト・から好し・グラッチェガーデンズ・藍屋・むさしの森珈琲・魚屋路・chawan・とんから亭・ゆめあん食堂・La Ohana・ばーみやん軒・三〇三・デリバリー・テイクアウト専門店 ガスト・グランブッフェ・フェスタガーデン・パパゲーノ・グランチャイナ・ブッフェ エクスブルー・くし葉・トマト&オニオン・じゅうじゅうカルビ・フロプレステージュの各ブランド）
- コミックとらのあな
- コスモ石油 - (燃料油購入のみポイント対象)
- ポプラ／生活彩家／くらしハウス／スリーエイトの各ブランド
- 青山商事
- はるやま商事
- ビックカメラ・コジマ・ソフマップ
- ホテルルートイン
- ニッポンレンタカー
- PRONTO
- ENEOS - 燃料油は2リットルで1ポイント、燃料油以外は税抜200円で1ポイント付与(購入品目によって付与率が異なる)
- カメガヤ（Fit Care DEPOT・Fit Care Express・musée de peau）
- 伊藤忠エネクス（エネフリ）
- エネクスフリート
- PLANT
- メガネのアイガン
- 山田薬品
- ジョイフル本田
- 京王百貨店
- 松屋フーズ(券売機を更新した店舗から順次利用可能)
- 出光興産 - (燃料油購入のみ対象)
- カーステーション新潟
- アコール
- 日本トイザらス
- ハイデイ日高
- キタカタ(無尽蔵は新潟県内8店舗・東京都内1店舗・山形県内1店舗、大安食堂は山形県内1店舗・宮城県内2店舗、風伯2店舗、五頭の山茂登新潟店、ブーランジェリーリリッカの全17店舗が対応店舗)
- ヴィア・ホールディングス
- Amazon.co.jp - 1度に5,000円以上の買い物をした場合に付与される。
- サントリービバレッジソリューション - ジハンピ対応の自動販売機にて利用可能。
- ベイシア電器 - 一部店舗のみ。

- 他

加盟予定店
- 北海道日本ハムファイターズ（ファイターズ スポーツ＆エンターテイメント、2024年シーズンから開始予定）

海外提携ポイント
- L.POINT - 韓国内のLポイント加盟店で利用するには、dポイントクラブアプリに設定が必要。
- HAPPY GO - 台湾内のHAPPYGO加盟店で利用するには、dポイントクラブアプリに設定が必要。

## d払い
ドコモが2018年（平成30年）4月25日から開始したQRコード決済サービスである。iDとの違いはdポイントとリンクしており、ネット利用では税込100円ごと、実店舗では税込200円ごとにポイントが付与される。決済方法には、チャージ残高からの引き去り、携帯電話料金との合算払いのほかに、クレジットカード決済がある。
また、ウォレット機能を備えており、チャージ残高の引き出し（銀行口座への振り込みまたはATMでの出金）や、ドコモ電話番号宛ての送金機能を有している。

### 詐欺事件
2024年2月5日、大阪府警察国際捜査課は、d払いの不正利用（電子計算機使用詐欺罪などの疑い）で大阪市生野区のベトナム国籍の食材販売店経営者を逮捕した。不正取引は2000万円にのぼると見られる。手口は以下のとおり。
1. 在留外国人の個人情報200件を入手
2. 上記の個人情報を用いて、NTTドコモと600回線以上を契約
3. 自身の経営する店舗で、電話料金合算払いの扱いでd払い (iD) の架空取引を実施

## 長期利用特典
ステージ決定条件に継続利用期間が標準採用されたことにより、以下のサービスが終了となった。
6年以上継続利用
- サンクスポイントとして500ポイント付与（2006年度まで）
- 年3回行われる懸賞「PRIME6」の応募資格が得られる（2007年度）

10年以上継続利用
- 「PRIME6」の当選確率が2倍となる（2007年度）
- 継続して前年度のステージが保障され、利用額低下によるステージダウンがなくなる（2007年度まで）

## 安心サポート
修理代金安心サポート
購入後3年間は修理代金の上限が5,250円になる（バッテリー内蔵機種の交換代金は対象外のため全額実費）。
ケータイ補償お届けサービス
端末が修理不能な状態（全損・水没等）となった場合、最大8,400円の支払いで同一・同色機種の端末を配送する。端末購入より14日以内に申込が必要で、月額294円または399円。
トラブル時購入サポート
ケータイ補償お届けサービス非加入者が修理不能となった場合、通常の販売価格より割引（NTTドコモに販売履歴がある（正規販売店で購入した）端末に限られる）。
故障修理無料サービス
自然故障は3年間無料で修理。
電池パック無料サービス
同一端末を2年以上利用すると、無料で新しい電池パックか補助充電アダプタ 01が提供される。movaは2008年12月1日より対象外となった。
FOMA電池パック500ポイント交換サービス
同一端末を1年以上2年未満利用すると、500ポイントで新しい電池パックか補助充電アダプタ 01が提供される。プレミアステージ対象者は無料。

### メーカーブランド安心サービス
安心サポートはBlackBerry 8707hやhTc Zなどのメーカーブランドは対象外となるが、代わりに、メーカーブランド端末あんしんサービスといった端末のサポートがある。ドコモショップの店頭ではなく、サポートセンターへ電話し、センドバック方式の保守となる。
修理代金安心サポート
購入後3年間は修理代金の上限が5,250円になる。
無料故障修理サービス
自然故障は3年間無料で修理。

## ドコモカード
NTTドコモがクレジットカード各社と提携したドコモカードを発行していた。「「ドコモプレミアクラブ」と「クレジット機能」がひとつになった」と案内されており、上記に加えて更なるサービスを受けることができた。
2007年9月28日をもって新規会員受付を終了。2008年9月30日以降、順次「ドコモカード」の更新を停止し、サービスを廃止した。
- 年会費の永年無料 - ジェーシービー、UFJカード、DCカード、NICOS、クレディセゾン

※ゴールドカード、セゾン・アメリカン・エキスプレスを除く
- 年会費の初年度無料 - ユーシーカード、三井住友カード、NTTファイナンス

※ゴールドカードを除く
- ドコモプレミアクラブのステージのワンランクアップ

※プレミアステージ資格者の場合は1,000ポイント付与
- カード利用額に応じたドコモポイント付与
- ドコモカードDEケータイ補償 - 故障・修理時に10,000円まで補償

※プレミアクラブ安心サポートと重複して適用できる
何れも携帯電話料金の支払いをドコモカードで登録している場合に適用となった（ドコモカードDEケータイ補償は、加えて補償超過代金をドコモカードで支払う場合に適用）